# Testa di Comagna
La Testa di Comagna (Tête de Comagne o Tête de Coman in francese - 2106 m s.l.m.) è una montagna appartenente alle Alpi Pennine (e, più in dettaglio, ai contrafforti valdostani del Monte Rosa). 
Si trova in Valle d'Aosta tra i comuni di Brusson e di Émarèse, i cui territori convergono sulla sua cima. Una parte delle pendici occidentali della montagna fa parte del comune di Saint-Vincent.

## Descrizione

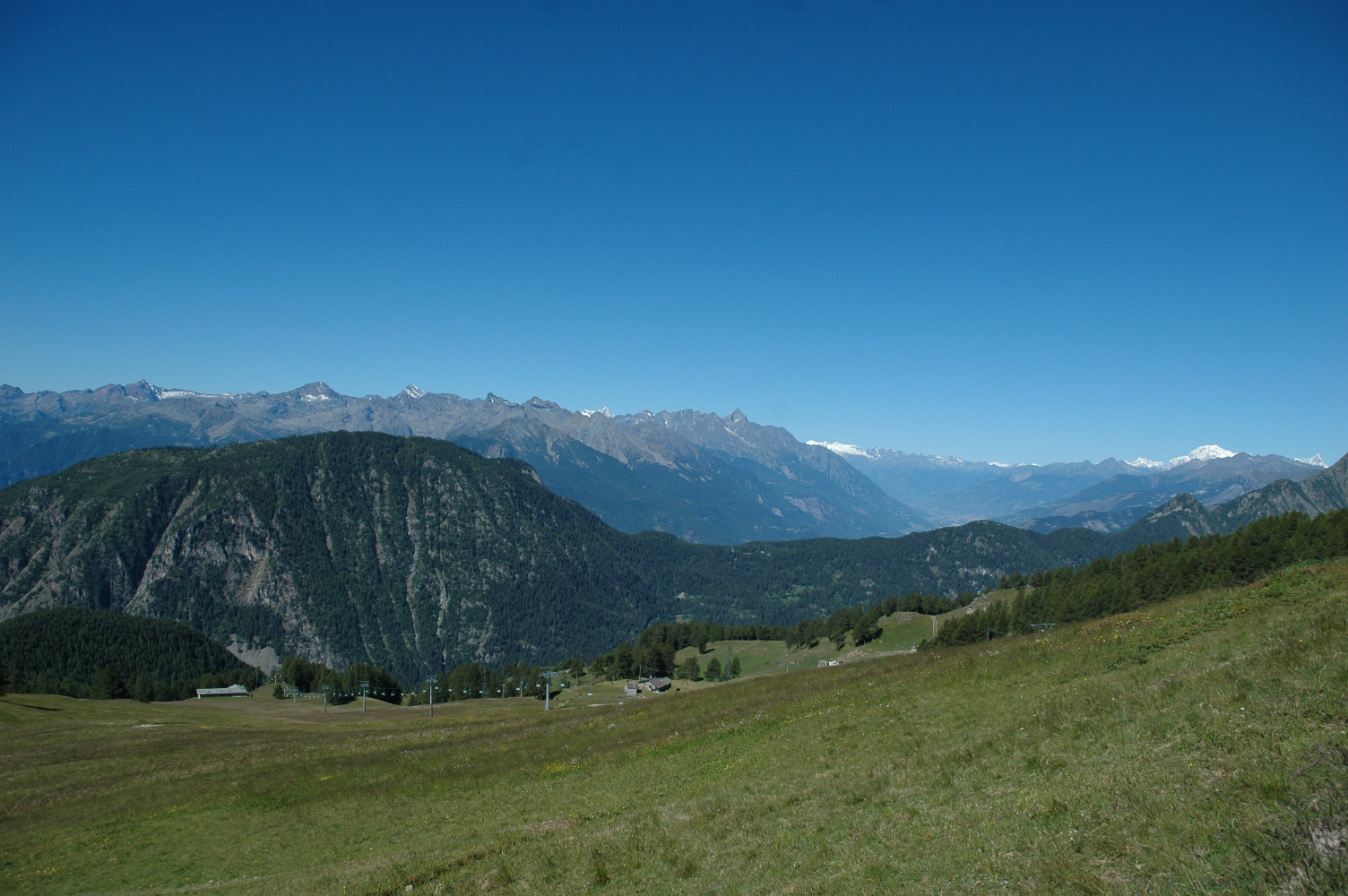
Vista della montagna e del col de Joux sulla destra.

La Testa di Comagna è situata sullo spartiacque che separa il solco principale della Valle d'Aosta dalla val d'Ayas.
Il lungo tratto di crinale che la collega verso nord-ovest con il monte Zerbion ha il suo punto più basso nel Col de Joux (1640 m s.l.m.). Nella direzione opposta lo spartiacque perde quota fino al Col Tzecore (1607 m s.l.m.) e risale poi al mont d'Arbaz (1651 m s.l.m.).
Non lontano dal culmine del costolone sommità della Testa di Comagna sorge una croce di vetta poggiata su un basamento in muratura.
Con la sua posizione centrale rispetto alla valle d'Aosta e la relativa lontananza da altre vette più elevate la montagna offre un interessante punto di vista su vari gruppi montuosi come la catena Emilius-Tersiva, la zona del mont Néry e sui più lontani monte Bianco e Cervino.

## Storia e folklore
Una curiosa leggenda afferma che un risalto roccioso dalla forma vagamente umanoide presente a breve distanza dalla cima sul versante di Brusson comunicherebbe nelle notti di luna piena con una struttura rocciosa simile - la Femme de Goua - che si trova sulla punta Goà (fr. Pointe Goua), dalla parte opposta della Val d'Ayas.

## Accesso alla cima

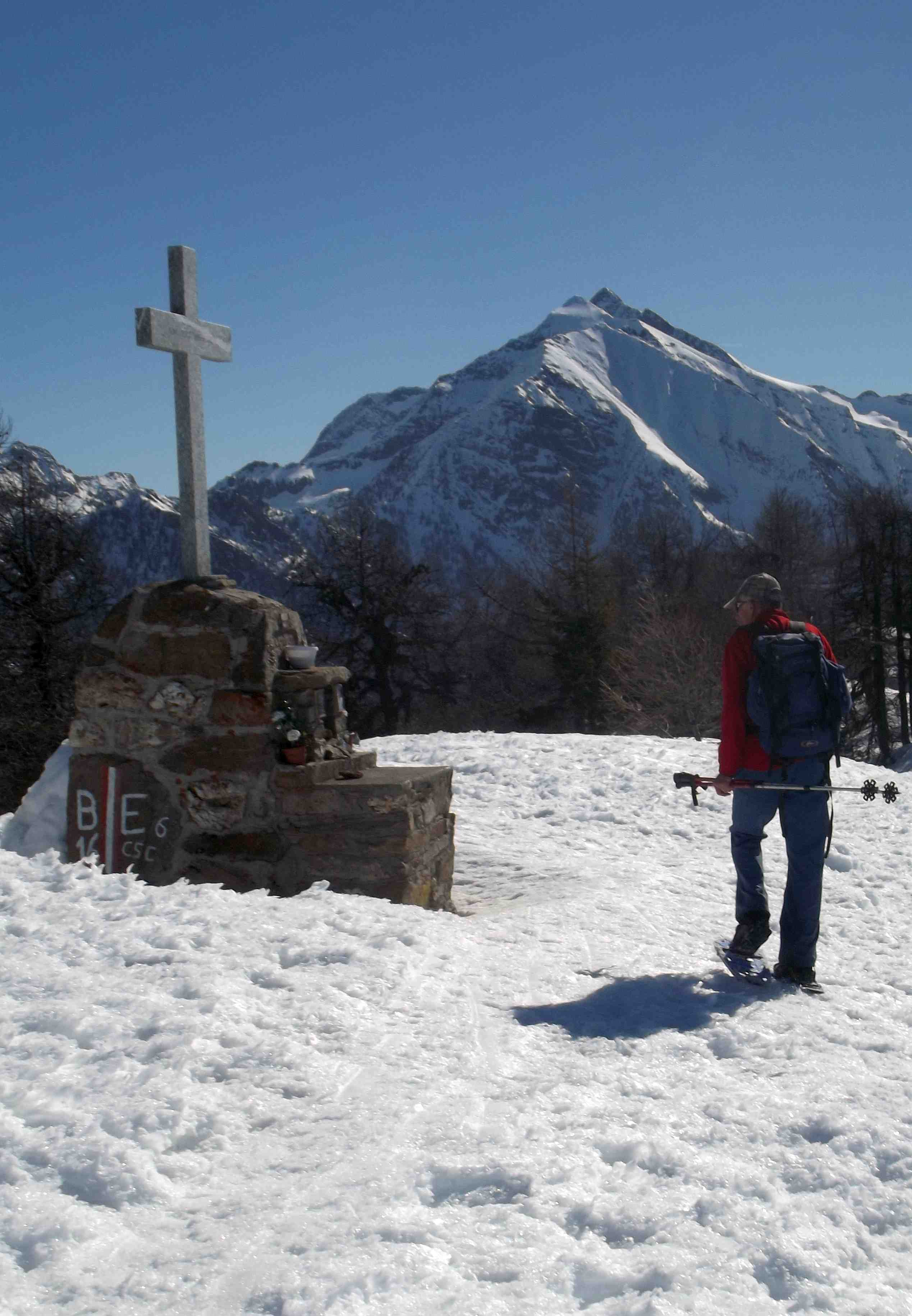
La croce di vetta.

### Accesso estivo
La montagna è di interesse escursionistico e per la facilità di accesso e il buon panorama che si gode dalla sua cima è piuttosto frequentata. I principali itinerari di accesso sono i sentieri che partono dal col de Joux, da Sommarèse (comune di Émarèse) o da Plésod (comune di Challand-Saint-Anselme). Si tratta nel complesso di percorsi valutati di difficoltà E.
La salita alla cima con la mountain bike è giudicata dura anche per cicloescursionisti di buone capacità tecniche (difficoltà BC+).

### Accesso invernale
La Testa di Comagna è anche una classica meta dello sci alpinismo, considerata di difficoltà MS, nonché dell'escursionismo con le ciaspole. I percorsi di accesso invernale sono più o meno gli stessi di quelli usati per l'escursionismo estivo.